# Fernand Vetcour
Fernand Vetcour, né à Liège en 1908 et mort à Liège en 2001, est un peintre belge.

## Biographie
Fernand Vetcour utilisa le procédé de la peinture lisse. Il dépeint avec une netteté lumineuse et des couleurs vives des fermes, maisons et paysages de Provence, de Bretagne, d'Espagne ainsi que de sa Wallonie natale . Professeur à l'Académie des beaux-arts de Liège, il eut notamment pour élève Jean-Marie Demarteau.
Il est inhumé au cimetière de Sainte-Walburge à Liège.